# La Croix-du-Perche
La Croix-du-Perche ist ein Ort und eine Gemeinde mit 148 Einwohnern (Stand: 1. Januar 2022) im nordfranzösischen Département Eure-et-Loir in der Region Centre-Val de Loire.

## Lage
Der Ort La Croix-du-Perche liegt im Regionalen Naturpark Perche gut 50 km (Fahrtstrecke) südwestlich von Chartres in einer Höhe von ca. 215 m. Nächstgrößere Kleinstadt ist Nogent-le-Rotrou (ca. 20 km westlich). Das Klima ist in hohem Maße vom Meer beeinflusst und deshalb nahezu frostfrei; Regen (ca. 680 mm/Jahr) fällt verteilt übers ganze Jahr.

## Bevölkerungsentwicklung
| Jahr      | 1800 | 1851 | 1901 | 1954 | 1999 | 2017 |
| Einwohner | 484  | 445  | 421  | 291  | 163  | 163  |

Der kontinuierliche Bevölkerungsrückgang seit der Mitte des 19. Jahrhunderts ist im Wesentlichen auf Aufgabe von bäuerlichen Kleinbetrieben sowie auf die Mechanisierung der Landwirtschaft und den damit einhergehenden Verlust von Arbeitsplätzen zurückzuführen.

## Wirtschaft
La Croix-du-Perche war seit jeher eine Landgemeinde mit einem hohen Anteil an Weidewirtschaft. Außerdem spielte die Herstellung und der Verkauf von Holzkohle eine wichtige Rolle für das Überleben der Menschen.

## Geschichte

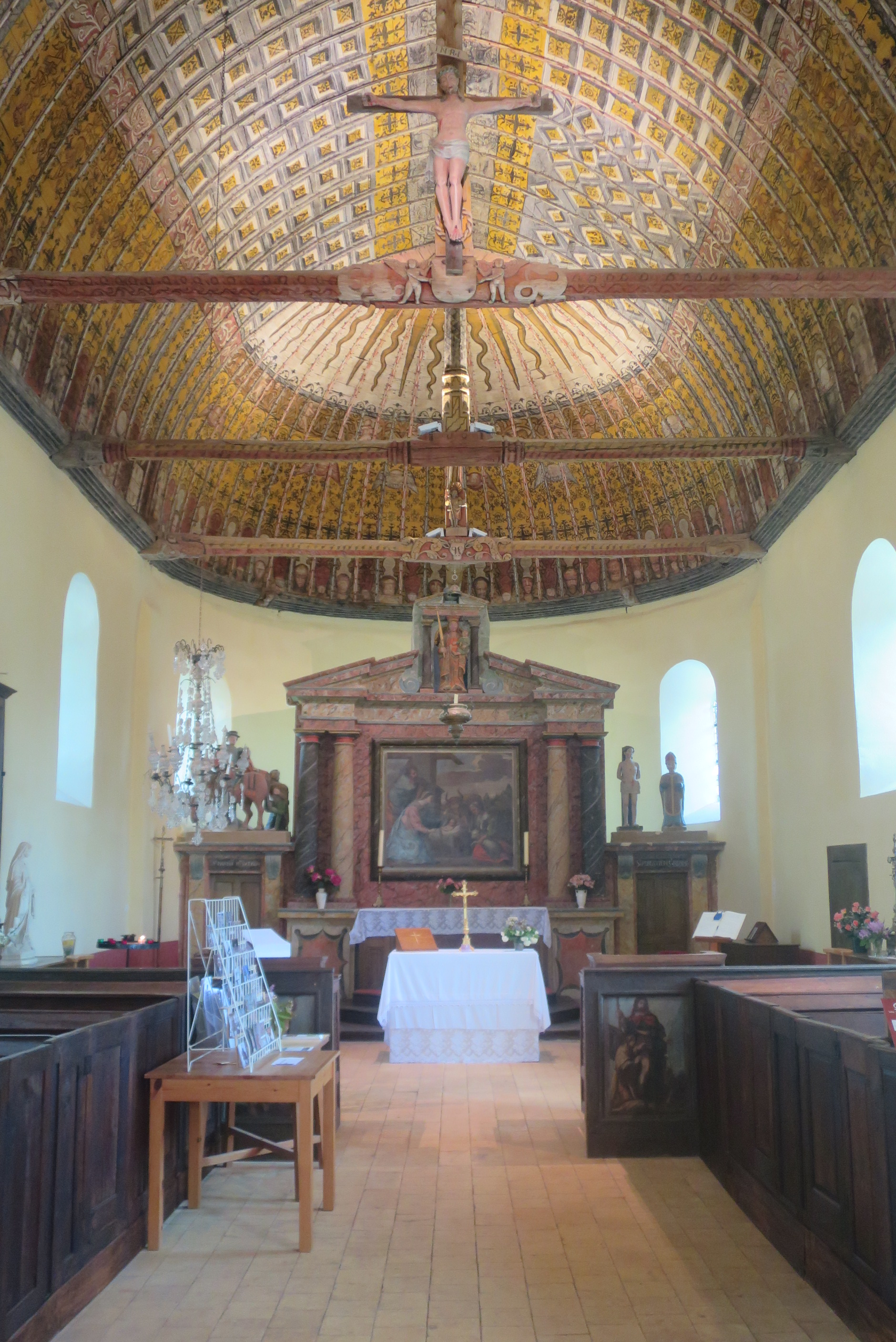
La Croix-du-Perche – Église Saint-Martin

Um das Jahr 1250 gründeten Mönche der Abtei von Thiron eine Prioratskirche; ob der Ort damals schon existierte oder sich erst danach entwickelte, ist unklar. Noch im 15. Jahrhundert wird eine Burg (Château Gaillard) erwähnt.

## Sehenswürdigkeiten
- Die ursprünglich romanische, später jedoch veränderte Pfarrkirche ist dem hl. Martin von Tours geweiht. Die Mauern des Kirchenschiffs und sein Holzgewölbe mit Zugankern stammen aus einer Umbaumaßnahme des 15./16. Jahrhundert; die Kirchenfenster wurden damals ebenfalls gotisiert. Schmuckstück des Kirchenschiffs sind die ornamentalen Malereien aus dem Jahr 1537 auf dem hölzernen Gewölbe, welches durch in Teilen beschnitzte Zuganker seitlich stabilisiert wird. Der einfache, mit einem Altarbild versehene Lettner stammt aus dem 17. oder 18. Jahrhundert; zwei Türen führen in die dahinter liegende Sakristei. Der Kirchenbau ist seit dem Jahr 1934 als Monument historique anerkannt.[4][5]
- In alten Texten ist von einer mittelalterlichen Burg (Château Gaillard) die Rede, doch ist davon nichts mehr erhalten.